# Hyposoter albonotatus
Hyposoter albonotatus är en stekelart som först beskrevs av Bridgman 1889.  Hyposoter albonotatus ingår i släktet Hyposoter och familjen brokparasitsteklar. Inga underarter finns listade i Catalogue of Life.